# La solitudine
"La solitudine" (em português:  A solidão) é uma canção gravada pela artista musical italiana Laura Pausini, lançada como seu primeiro single em fevereiro de 1993. A canção foi incluída no álbum de estreia homônimo da cantora, lançado em 18 de maio de 1993.
Composta por Federico Cavalli e Pietro Cremonesi, com o auxílio do músico Angelo Valsiglio, que também a produziu, a canção foi interpretada pela primeira vez por Pausini em 23 de fevereiro de 1993 durante o 43° Festival de Sanremo. Em 27 de fevereiro, a canção foi anunciada como vencedora da seção de revelação do festival, recebendo 7.464 votos.
Impulsionada pelo sucesso no festival, a canção atingiu o primeiro lugar da parada musical Musica e dischi e se tornou um clássico da música popular italiana. Após o sucesso obtido em seu país de origem, a canção foi lançada como single no resto da Europa no final de 1993, atingindo o top 5 na França e a primeira posição nos Países Baixos e na Bélgica.
No ano seguinte, foi lançada uma versão em espanhol da canção, intitulada "La soledad" e incluída no primeiro álbum em espanhol da cantora. Esta versão atingiu um êxito moderado na América Latina e na comunidade hispânica dos Estados Unidos. Uma versão em inglês, intitulada "La solitudine (Loneliness)" e adaptada pelo letrista britânico Tim Rice, foi lançada como single em 19 de junho de 1995 no Reino Unido para promover a primeira coletânea da cantora, mas falhou em gerar impacto naquele mercado.
Em 2001, a canção foi regravada como uma balada ainda mais lenta e dramática com instrumentação ao vivo para a compilação The Best of Laura Pausini: E ritorno da te. O mesmo arranjo foi usado para a nova versão de "La soledad", incluída na versão em espanhol do mesmo álbum, intitulada Lo mejor de Laura Pausini: Volveré junto a ti.
Em 1° de fevereiro de 2013, Pausini confirmou em seu sítio oficial que todas as três versões originais da canção, em italiano, espanhol e inglês, seriam lançadas juntas no iTunes em comemoração aos 25 anos do início de sua carreira. O compilado foi lançado em 26 de fevereiro daquele ano, um dia antes do aniversário da data em que ela venceu o Festival de Sanremo.

## Antecedentes e composição
A canção foi gravada em 1993 nos estúdios Santanna Recording Studios, localizados em Castelfranco Emilia, Modena. Federico Cavalli e Pietro Cremonesi, que à época possuíam empregos fora do mercado musical, escreveram letra e música da canção, respectivamente. O produtor Angelo Valsiglio também contribuiu tanto com a letra quanto com a música de "La solitudine".
A letra da canção é sobre um garoto chamado Marco que se vê abruptamente separado de sua namorada por sua família, que vai morar em outra localidade devido às exigências de trabalho de seu pai. Sua ex-namorada, que canta em primeira pessoa, faz uma súplica emocional e desesperada para que ele não se esqueça dela e a espere, falando sobre a solidão e a dor que ela sente sem ele e se indagando se ele sente o mesmo. A versão em espanhol da canção, intitulada "La soledad", foi adaptada por J. Badía – até então responsável por adaptar os hits de Marco Masini para o idioma – e trata do mesmo tema, sendo por vezes uma tradução literal da versão original em italiano. A versão em inglês adaptada por Tim Rice por sua vez não faz qualquer menção à história de Marco, apesar de possuir um tema semelhante. Ao invés de tratar de um romance de ensino médio que termina devido a uma mudança de endereço, fala sobre um curto e intenso romance de verão.
Valsiglio já tinha tido a oportunidade de ouvir Pausini cantando e, interessado em trabalhar com ela, a contatou para lhe apresentar ao gerente e produtor Marco Marati. Valsiglio e Marati propuseram a canção para a cantora, juntamente com algumas outras canções escritas por vários autores. "La solitudine" já havia sido experimentada por outros intérpretes, mas Marati e Valsiglio consideraram a performance de Pausini a mais convincente de todas. Além disso, a própria cantora disse que a canção se conectou com o que ela estava vivendo naquele momento, sendo a que ela mais gostou entre todas as que foram apresentadas a ela pelos produtores.
Em entrevista ao jornalista italiano Gianni Minà, a cantora revelou que:
| “ | Inicialmente a canção começava com "Anna se foi" em vez de "Marco se foi". Mas o resto da história era uma fotografia exata da minha vida até aquele momento, porque eu realmente ia à escola no trem das sete e meia. [...] Eu nunca havia conhecido aqueles autores antes e, mesmo com Valsiglio e outros compositores continuando me oferecendo novas canções, eu disse ao meu pai que eu queria cantar aquela ali, apenas mudando ao nome, Marco, porque a narrativa da canção parecia ser uma cópia do que estava acontecendo comigo. Marco era o nome do meu namorado naquela época e, por isso, quando eu cantava aquela música, me emocionava de verdade. | ” |

Musicalmente, "La solitudine" é uma canção de balada com origens estilísticas da música pop. Segundo a jornalista Fabiana Steinmander da rede televisiva estadunidense Univision, "La solitudine" é uma das canções "com maior grau de dificuldade de interpretação, por causa da grande quantidade de variações na voz e modulação que exige de seu intérprete".

## Vídeo musical
O videoclipe de "La solitudine" foi dirigido por Ambrogio Lo Giudice. Filmado em março de 1993 ao ar livre numa praia de Ostia, o único bairro costeiro de Roma, possui um conceito bem simples, trazendo imagens de Pausini brincando com três filhotes de pastor alemão na praia e cantando no Pontile di Ostia (Píer de Ostia). Ao final é possível ver a equipe da cantora à época. O videoclipe da versão em espanhol da canção é uma adaptação do videoclipe original em italiano. Traz algumas das mesmas imagens na praia, contudo as imagens da cantora interpretando a canção foram substituídas por imagens filmadas em estúdio. A versão em inglês da canção e as novas versões lançadas em 2001 não possuem videoclipes. Em 1999, os videoclipes de "La solitudine" e "La soledad" foram incluídos em ambas as versões do VHS Video Collection 93–99.

## Lançamento e recepção
Após seu lançamento no Festival de Sanremo, a canção recebeu críticas mistas na imprensa italiana. Para Gino Castaldo do jornal La Repubblica, "La solitudine" não é uma grande canção, mas ao interpretá-la Pausini "seduziu com sua voz e determinação autêntica". Marinella Venegoni do La Stampa, por sua vez, escreveu que devido à "tristeza lamuriante" da canção, Pausini poderia ser comparada ao cantor italiano Marco Masini. Venegoni mais tarde descreveu "La solitudine" como uma canção aolescente imatura.
Apesar da recepção pouco calorosa da imprensa, a canção se tornou um grande sucesso na Itália, atingindo o topo da tabela musical Musica e dischi em 13 de março de 1993 e permanecendo naquela posição por um total de três semanas consecutivas. Além disso, "La solitudine" se tornou o 15° single mais vendido da Itália em 1993. Em 2019, o single recebeu um disco de ouro da Federazione Industria Musicale Italiana em reconhecimento por mais de 25.000 cópias vendidas.
O sucesso da canção foi replicado em outros países quando "La solitudine" foi lançada como single no resto da Europa no final daquele ano. Atingiu a primeira parada no Ultratop 50 Singles, a parada de singles da região neerlandesa da Bélgica, bem como a quinta posição na parada musical francesa, onde passou 44 semanas não-consecutivas no top 50. Também foi um hit nos Países Baixos, atingindo o topo no Dutch Top 40 e a segunda posição no Mega Single Top 100, onde permaneceu por quatro semanas.
A canção foi tão bem sucedida entre o público de língua neerlandesa que recebeu um cover do cantor Paul de Leeuw, intitulado "Ik wil niet dat je liegt" (Não quero que mintas em português). A regravação atingiu o topo no Mega Single Top 100 enquanto a versão original de Pausini estava na segunda posição, o que fez com que "La solitudine" se tornasse a segunda canção na história da tabela a conseguir emplacar duas versões no top 3 ao mesmo tempo. O single foi certificado com disco de platina pela NVPI, o que significa que vendeu mais de 75.000 cópias nos Países Baixos.
Em 1994 a versão em espanhol da canção, intitulada "La soledad" entrou em três paradas da revista Billboard nos Estados Unidos. Atingiu a 22a posição no Hot Latin Songs, a 11a posição no Tropical Songs e a quinta posição no Latin Pop Songs, demonstrando um êxito moderado entre o público latino daquele país. Contudo, a versão em inglês da canção, intitulada "La solitudine (Loneliness)" e lançada no ano seguinte, falhou em causar impacto no mercado anglófono.
O sucesso de "La solitudine" tem superado gerações. A regravação de 2001, presente na coletânea The Best of Laura Pausini: E ritorno da te, foi lançada como Lado A duplo com "Tra te e il mare" na França. Em fevereiro de 2002, esta versão atingiu a 16a posição na parada francesa. Mario Luzzatto Fegiz e Gloria Pozzi do jornal Corriere della Sera escrevram que a canção inicialmente parecia uma produção típica do Festival de Sanremo mas que se trata na verdade de "uma canção sem maquiagem, perfeitamente em sincronia com sua intérprete".

## Covers e regravações
"La solitudine" é uma das canções de Laura Pausini mais regravadas por outros artistas. Em 1994 o cantor Thanos Kalliris gravou uma versão em grego da canção intitulada "Το Νου σου κύριε Οδηγέ". No mesmo ano, Paul de Leeuw gravou uma versão em neerlandês intitulada "Ik wil niet dat je liegt". Em 1998 a cantora filipina Ivy Violan gravou uma versão em língua filipina intitulada Hanggang ngayon e presente em seu álbum de mesmo nome.
Em 1995, o cantor brasileiro Renato Russo realizou um cover em italiano de La solitudine, presente em seu álbum Equilíbrio Distante. Após sua morte, um dueto póstumo com a cantora Leila Pinheiro foi incluído no álbum Duetos. Ainda no Brasil, em 1996 a cantora Jayne Molina lançou uma versão em português da canção, intitulada A solidão e presente no álbum de mesmo nome.
Em 1996 o grupo cubano Bamboleo gravou uma versão no ritmo de salsa de "La soledad" para o álbum Te gusto o te caigo bien. Um ano mais tarde, o grupo estadunidense Dark Latin Groove gravou sua própria versão de salsa de "La soledad" no álbum Swing On. Nesta versão, "Marco" virou "ella" (ela) e, numa bridge de reggae, a mulher para a qual o vocalista esta fazendo sua sua súplica responde que vai retornar para ele.
Em 1997 o grupo estadunidense Pink Martini realizou um cover de "La soledad", que foi incluído no álbum Sympathique. Em 2002 a versão em inglês da canção foi regravada pelo artista alemão Jamie Stevens e incluída em seu álbum Unbreakable. O cantor espanhol Abraham Mateo incluiu um cover de "La soledad" em seu álbum de estreia, lançado em 2009.
Além de ter sido regravada por diversos cantores e pela própria Pausini em estúdio, "La solitudine" também já foi interpretada ao vivo pela cantora no DVD Live 2001-2002 World Tour e nos álbuns ao vivo Live in Paris 05, San Siro 2007 e Laura Live World Tour 09. "La soledad", contudo, só está presente na versão em espanhol de Laura Live World Tour 09.

## Créditos
| Créditos da versão original de "La solitudine" segundo o encarte de Laura Pausini: - Stefano Allegra – baixo - Eric Buffat – piano, programação, voz de fundo - Federico Cavalli – compositor - Sandro Chinellato – engenheiro de áudio - Pietro Cremonesi – compositor - Riccardo Galardini – violão - Marco Marati – produtor executivo - Silvia Mezzanotte – voz de fundo - Cristina Montanari – voz de fundo - Massimo Pacciani – bateria - Laura Pausini – vocais - Gianni Salvatori – arranjador, engenheiro, guitarra, voz de fundo - Angelo Valsiglio – compositor, produtor executivo, arranjador | Créditos da versão de 2001 segundo o encarte de The Best of Laura Pausini: E ritorno da te: - Celso Valli - bateria, teclado, piano - Luca Bignardi - bateria - Gavin Wright - violino - Monica Magnani - coro - Julia St. Louis - coro - Joyce Yuille - coro - Ronny Jones - coro - Silvio Pozzoli - coro - London Session Orchestra - orquestra |

## Faixas
La solitudine
| LP single - Promo Warner Music Itália (1993) 1. La solitudine (Stereo) 2. La solitudine (Mono) CD single - 4509920712 Warner Music Itália (1993) 1. La solitudine 2. La solitudine (Instrumental) CD single - 4509920719 Warner Music França (1993) 1. La solitudine 2. La solitudine (Instrumental) CD single - Promo DG179C Warner Music Espanha (1994) 1. La solitudine 2. Mi rubi l'anima 3. Anni miei | K7 single - 4509920714 Warner Music França (1994) 1. La solitudine 2. La soledad 3. La solitudine (Instrumental) CD single - 4509959562 Warner Music Alemanha (1994) 1. La solitudine 2. La soledad 3. La solitudine (Instrumental) CD single - 4509990062 Warner Music Europa (1995) 1. La solitudine (Loneliness) 2. La solitudine 3. La solitudine (Instrumental) CD single - 0927436332 Warner Music Europa (2001) 1. Una storia che vale 2. La solitudine |

La soledad
| CD single Promo DG116C Warner Music Espanha (1994) 1. La soledad CD single - 4509959562 Warner Music Alemanha (1994) 1. La solitudine 2. La soledad 3. La solitudine (Instrumental) K7 single - 4509920714 Warner Music França (1994) 1. La solitudine 2. La soledad 3. La solitudine (Instrumental) CD single - 4509971012 Warner Music Alemanha (1994) 1. Gente 2. La soledad | CD single - 4509961272 Warner Music Alemanha (1995) 1. Gente (Spanish version) 2. La soledad 3. Il cuore non si arrende CD single - 0706301111925 Warner Music França (1995) 1. Gente (Spanish version) 2. La soledad 3. Se fue CD single - 4509982512 Warner Music Europa (1995) 1. Lettera 2. La soledad CD single - 4509982522 Warner Music Europa (1995) 1. Lettera 2. La soledad 3. Perché non torna più |

| La solitudine (Loneliness) CD single - Promo Warner Music Europa (1995) 1. La solitudine (Loneliness) CD single - 4509990062 Warner Music Europa (1995) 1. La solitudine (Loneliness) 2. La solitudine 3. La solitudine (Instrumental) CD single - 0630195762 Warner Music Europa (1997) 1. Ascolta il tuo cuore 2. La solitudine (Loneliness) 3. Ascolta il tuo cuore (Remix) | La solitudine (2001 version) CD single Promo Warner Music Itália (2002) 1. La solitudine (2001 version) 2. Non c'è (2001 version) CD single - 809274364920 Warner Music França (2002) 1. Tra te e il mare 2. La solitudine (2001 version) |

## Desempenho nas tabelas musicais
| Paradas (1994)                             | Melhor posição |
| ------------------------------------------ | -------------- |
| "La solitudine"                            |                |
| Bélgica (Ultratop 50)                      | 1              |
| França (SNEP)                              | 5              |
| Itália (Musica e dischi)                   | 1              |
| Países Baixos (Dutch Top 40)               | 1              |
| Países Baixos (Mega Single Top 100)        | 2              |
| Paradas (1995)                             | Melhor posição |
| "La soledad"                               |                |
| Estados Unidos (Billboard Latin Pop Songs) | 5              |
| Estados Unidos (Billboard Tropical Songs)  | 11             |
| Estados Unidos (Billboard Hot Latin Songs) | 22             |

| Região               | Certificação | Vendas |
| -------------------- | ------------ | ------ |
| Itália (FIMI)        | Ouro         | 25.000 |
| Países Baixos (NVPI) | Platina      | 75.000 |

| Parada (1993)                       | Posição |
| ----------------------------------- | ------- |
| Países Baixos (Dutch Top 40)        | 99      |
| Parada (1994)                       | Posição |
| Bélgica (Ultratop 50)               | 4       |
| França (SNEP)                       | 13      |
| Países Baixos (Dutch Top 40)        | 20      |
| Países Baixos (Mega Single Top 100) | 14      |

| Parada (1990–1999)           | Posição |
| ---------------------------- | ------- |
| Países Baixos (Dutch Top 40) | 54      |